# Лолинская культура
Лолинская культура — археологическая культура эпохи среднего бронзового века, которая процветала на Северном Кавказе и в Волго-Уральских степях примерно с 2200 по 1800 год до нашей эры. Название культуры получено по посёлку Лола, близ Элисты.

## Возникновение культуры и внешние связи
Лолинская культура возникла на Северном Кавказе около 2200 года до н. э., в результате миграции народов с восточной части Кавказа. Она пришла на смену местным вариантам катакомбной культуры. Она возникла во время череды событий 4,2-тысячелетней давности, которые привели к резким климатическим изменениям, массовым миграциям народов и распаду нескольких империй Ближнего Востока. Период Лолинской культуры считается, пожалуй, самым жестоким в истории Понтийско-Каспийской степи. Факты свидетельствуют о том, что появление Лолинской культуры сопровождалось серьёзными вооружёнными конфликтами с предшествующим населением катакомбной культуры и народами соседней культуры многоваликовой керамики, которые были мигрантами из восточной части центральной Европы. Также были обнаружены следы торговли и вооружённых конфликтов с народами Гинчинской культуры.
В начале 2-го тысячелетия до н. э.население Лолинской группы испытывало всё большее давление со стороны населения срубной культуры, которое продвигалась из региона Средней Волги. К 1800 году до н. э. Лолинскую культуру окончательно сменила срубная культура.

## Быт, хозяйство и палеогенетика
Основу экономики представителей Лолинской культуры составляло кочевое овцеводство, постоянных поселений обнаружено не было. У индивидов бронзового века, связанных с культурой Лола, как и у индивидов степного Майкопа, обнаружена генетическая связь с западносибирскими охотниками-собирателями (предположительно представителями козловской культуры), компонент, который отсутствует у ямных, северокавказских и катакомбных групп. У представителя лолинской культуры NV3001 (BZNK-312/1, Nevinnomiskiy 3, kurgan 6, grave 5, Кочубеевский район, Ставропольский край), жившего в период от 2116 до 1925 лет до н. э. (3631±22 лет до настоящего времени), определена Y-хромосомная гаплогруппа Q1a2 (Q-L717) и митохондриальная гаплогруппа R1b. У представителя лолинской культуры TIP001 (BZNK-1024, Tipki 1, kurgan 2, grave 4, Апанасенковский район, Ставропольский край), жившего в период от 2192 до 1887 лет до н. э. (3640±40 лет до настоящего времени), определили  Y-хромосомную гаплогруппу N2a~ (P189) и митохондриальную гаплогруппу H101. В лолинской культуре основное положение скелетов — скорченно на левом боку. Для захоронений культурного круга Лола характерны и погребения в сидячем положении.
Последовательно на территории Волго-Донского междуречья друг друга сменяли практически все народы степной полосы Восточной Европы: киммерийцы, скифы, сарматы, гунны, печенеги, половцы.